# Carole Gist
Carole Gist (sinh năm 1970 tại Detroit, Michigan) là một hoa hậu của nước Mỹ. Năm 1990, cô đoạt danh hiệu Miss Michigan USA 1990 và Miss USA 1990. Tại cuộc thi Hoa hậu Hoàn vũ 1990 được tổ chức tại nước Mỹ, cô đã giành ngôi vị Á hậu 1 sau Mona Grudt của Na Uy.
Carole Gist là người phụ nữ Michigan đầu tiên đăng quang danh hiệu Miss USA và đồng thời cũng là người phụ nữ Mỹ gốc Phi đầu tiên đăng quang danh hiệu sắc đẹp cao quý này. Cô cũng phá vỡ chuỗi đăng quang liên tiếp của các hoa hậu Texas từ năm 1985 đến 1989.